# Scrap Heaven
Scrap Heaven is een Japanse film uit 2005 onder regie van Sang-il Lee.

## Verhaal
Het leven van drie vreemdelingen verandert totaal na de zelfmoord van een gedeprimeerde man die hen eerder gegijzeld heeft. Ze beginnen anders te denken. Dan besluiten ze in een wc-hokje de belofte te doen om elke missie te volbrengen die door de mensen die dat lezen en reageren geëist wordt.

## Rolverdeling
| Acteur          | Personage     |
| --------------- | ------------- |
| Chiaki Kuriyama | Saki Fujimura |
| Jô Odagiri      | Tetsu         |
| Ryo Kase        | Singo         |